# Delfim Sousa
Delfim dos Santos Sousa (Viseu, 1955), também conhecido por Recluso 353, foi um criminoso e assaltante português. É conhecido por ser o recluso português que mais anos esteve preso na cadeia, de 1983 a ter sido liberto por precária por 3 dias em março de 2017. Foi oficialmente libertado a junho de 2017. O seu primeiro ato ilegal ocorreu em 1977, com 22 anos, por roubo de um carro. Delfim foi também destacado pelo célebre assalto ao comboio de Sintra, a 6 de janeiro de 1983.

## Biografia

### Início de vida
Delfim nasceu em 1955 em Armamar, um município no distrito de Viseu. Aos 16 anos, mudou-se com a família para Lisboa.  Tornaram-se vendedores de farturas na zona do Jardim Zoológico de Lisboa. Na escola era posto de parte e muitas vezes era avistado sozinho e isolado. Aos 18 anos, trabalhou como estucador. Em julho de 1982, com 27 anos, nas Caldas da Rainha planeava com o seu gang um dos assaltos a ourivesarias que viria a render ao grupo milhares de contos em ouro. Após o assalto e perante a chegada da polícia, Delfim responde com disparos que deixam feridos um agente e matam um transeunte atingido por uma bala perdida entre o conflito. 

## Assalto ao comboio de Sintra e vida na prisão
Na quinta-feira do dia de 6 de janeiro de 1983, terá ocorrido o maior assalto efetuado por Delfim e o seu gang, sendo popularmente conhecido como o 'Assalto ao comboio de Sintra' . Delfim Sousa apanhou o comboio 4922 na Estação de Benfica. Viajava com três amigos e um objectivo: o cofre de aço que trazia o dinheiro recolhido em onze bilheteiras. Era de noite e o comboio ia quase vazio. José Joaquim, o quinto elemento do grupo, estava na rua com um pé de cabra e uma missão: sabotar a linha e descarrilar a composição. Cumpriu a operação conforme planeado. Forçou o maquinista a entregar os mais de 4 mil contos em receitas de bilhetes que estavam dentro do cofre de aço. 
Delfim teria diversos crimes de julgamento em seu nome, considerados mais de 68 processos-crime, sendo também rotulado como um dos bandidos mais temíveis dos anos 80 em Portugal. Inicialmente terá sido condenado a 266 anos de prisão, porém o código penal terá reduzido a pena para 20 anos. Em 2005 foi reavaliado o seu caso, porém foi condenado a mais 20 anos de pena por incumprimento das normas enquanto recluso, tendo estas sendo o uso indevido de drogas, tais como heroína e haxixe e o uso indevido de telemóveis .
Em 2017, Delfim confessou na entrevista realizada pela SIC que ponderou o suicídio nos primeiros anos em que esteve preso, (pois afirma ter sido injustiçado nos inúmeros casos criminais que foi acusado) , afirmando que havia tomado uma dose de comprimidos e que "teve o caixão encomendado" segundo o que lhe terá dito um funcionário da prisão. Também respondeu a uma série de perguntas propostas pela entrevistadora, entre as quais afirmou que as violações estão sim ainda presentes nas prisões portuguesas. Delfim Santos Sousa afirma sentir remorso pelas suas ações passadas e que "gostaria de ter sido um cidadão normal" afirmando ainda que tem esse pensamento a "todas as horas" do seu dia, todos os dias. 
Após a sua saída em liberdade, depois de 34 anos de reclusão, O ex-recluso tenta o regresso à "vida normal", que inclui a presença em redes sociais.

## Citações
'O dinheiro fácil gasta-se rápido'
'Eu não cometi todos esses crimes. Mas alguém tem sempre de ser o responsável' Delfim Santos Sousa - 2017
1. ↑  O recluso mais antigo, Expresso
2. ↑  Delfim em liberdade ao fim de 34 anos na prisão, VISÃO
3. ↑  «Delfim em liberdade ao fim de 34 anos na prisão»
4. ↑  Recluso 352 – o prisioneiro mais antigo de Portugal, Viral Vídeo
5. ↑  Delfim Santos Sousa, RTP
6. ↑  O recluso mais antigo: três dias de saída precária em 34 anos de prisão, Expresso
7. ↑  «Preso mais antigo de Portugal tem Facebook». SIC Notícias. 27 de março de 2017. Consultado em 20 de março de 2024